# 2014 S/S
2014 S/S là album ra mắt của nhóm nhạc Hàn Quốc WINNER. Được phát hành vào này 12 tháng 8 năm 2014 bởi YG Entertainment. Các thành viên đều tham gia viết lời và viết lời phần lớn các ca khúc trong album.
Sau khi phát hành, 2014 S/S đã tạo nên thành công vang dội, đứng đầu các bảng xếp hạng lớn tại Hàn Quốc và trên thế giới. Bài hát chủ đề "Empty" đạt thành tích "all-kill" đứng đầu 10 bảng xếp hạng âm nhạc thời gian thực lớn nhất Hàn Quốc.
"Empty" và "Color Ring" trở thành hit tại Hàn Quốc, đứng đầu bảng xếp hạng Gaon. Tất cả các bài hát lọt vào bảng xếp hạng nhạc số trong khi các đĩa đơn "Empty", vẫn giữ vị trí số một của mình trong hơn một tuần trên bảng xếp hạng khác nhau. Trên thị trường quốc tế, 2014 S / S đã chiếm vị trí thứ nhất trên Billboard Album Chart và đứng đầu bảng xếp hạng iTunes "Top Album Charts" 4 nước: Hồng Kông, Indonesia, Singapore và Đài Loan.

## Thành phần sáng tác
Các thành viên tự tay sản xuất các bài hát trong album của chính mình, với sự giúp đỡ của các nhà sản xuất khác như Choice37, Airplay,...

## Danh sách bài hát
| STT | Nhan đề                                                       | Phổ lời                                                                    | Phổ nhạc                                                              | Chỉnh sửa                      | Thời lượng |
| --- | ------------------------------------------------------------- | -------------------------------------------------------------------------- | --------------------------------------------------------------------- | ------------------------------ | ---------- |
| 1.  | "Empty" (공허해; Gongheohae)                                  | B.I, Song Min-ho, Bobby                                                    | B.I, P.K                                                              | P.K                            | 3:40       |
| 2.  | "Color Ring" (컬러링; Keolleoring)                            | Kang Seung-yoon, Song Min-ho, Lee Seung-hoon                               | Kang Seung-yoon, Ham Seung-cheon, Kang Wook-jin, Sung Hwak Cho, Dee.P | Ham Seung-cheon, Kang Wook-jin | 3:55       |
| 3.  | "Don't Flirt" (끼부리지마; Kkiburijima)                       | Sung Hwak Cho, Ham Seung-cheon, Kang Wook-jin, Song Min-ho, Lee Seung-hoon | Ham Seung-cheon, Kang Wook-jin, Sung Hwak Cho                         | Ham Seung-cheon, Kang Wook-jin | 3:25       |
| 4.  | "I'm Him" (걔 세; Gyae Se; Min-ho solo)                       | Song Min-ho                                                                | Choice37, Song Min-ho, Teddy                                          | Choice37, Teddy                | 2:52       |
| 5.  | "Love Is A Lie" (척; Cheok)                                   | Song Min-ho                                                                | Song Min-ho, Kang Seung-yoon, The Fliptones                           | The Flipstones                 | 3:23       |
| 6.  | "Confession" (고백하는거야; Gobaekhaneun-geoya; Taehyun solo) | Nam Taehyun                                                                | Nam Taehyun, Airplay, Sung Hwak Cho                                   | Airplay                        | 4:07       |
| 7.  | "But" (사랑하지마; Saranghajima)                              | Nam Taehyun, Lee Seung-hoon, Song Min-ho                                   | Nam Taehyun, Ham Seung-cheon, Kang Wook-jin                           | Ham Seung-cheon, Kang Wook-jin | 3:53       |
| 8.  | "Different"                                                   | Kang Seung-yoon, Song Min-ho, Lee Seung-hoon                               | Song Min-ho, Kang Seung-yoon                                          | Airplay                        | 3:57       |
| 9.  | "Tonight" (이 밤; I Bam)                                      | Nam Taehyun, Song Min-ho                                                   | Nam Taehyun, Airplay                                                  | Airplay                        | 3:22       |
| 10. | "Smile Again"                                                 |                                                                            | Kang Seung-yoon, Song Min-ho, Dee.P                                   | The Flipstones                 | 3:20       |

## Bảng xếp hạng

### Bảng xếp hạng album
| Bảng xếp hạng                                 | Vị trí cao nhất |
| --------------------------------------------- | --------------- |
| Bảng xếp hạng album Gaon Hàn Quốc hàng tuần   | 1               |
| Bảng xếp hạng album Hanteo Hàn Quốc hàng tuần | 1               |
| Bảng xếp hạng album thế giới US Billboard     | 1               |
| Bảng xếp hạng doanh thu album US Billboard    | 6               |
| Bảng xếp hạng album Gaon Hàn Quốc hàng tháng  | 2               |
| Bảng xếp hạng album Gaon Hàn Quốc hàng năm    | 25              |

### Doanh số album
| Bảng xếp hạng               | 2014   | 2015   | Tổng cộng |
| --------------------------- | ------ | ------ | --------- |
| Bảng xếp hạng Gaon Hàn Quốc | 80,262 | 7,791+ | 88,053+   |

### Bảng xếp hạng đĩa đơn

#### Empty
| Bảng xếp hạng                                           | Vị trí cao nhất |
| ------------------------------------------------------- | --------------- |
| South Korea Gaon Singles Chart                          | 1               |
| South Korea Gaon Download Chart                         | 1               |
| South Korea Gaon Streaming Chart                        | 1               |
| South Korea Gaon Monthly Chart National Digital Singles | 2               |
| South Korea Gaon Online Downloads for the Month         | 2               |
| South Korea Gaon Online Streams for the Month           | 6               |

#### Color Ring
| Bảng xếp hạng                                   | Vị trí cao nhất |
| ----------------------------------------------- | --------------- |
| South Korea Gaon Singles Chart                  | 3               |
| South Korea Gaon Download Chart                 | 2               |
| South Korea Gaon Online Downloads for the Month | 9               |

#### Các bài hát khác
| Tên bài hát     | Bảng xếp hạng                   | Vị trí cao nhất |
| --------------- | ------------------------------- | --------------- |
| "Don't Flirt"   | South Korea Gaon Singles Chart  | 9               |
|                 | South Korea Gaon Download Chart | 4               |
| "I'm Him"       | South Korea Gaon Singles Chart  | 15              |
|                 | South Korea Gaon Download Chart | 9               |
| "Love Is A Lie" | South Korea Gaon Singles Chart  | 20              |
|                 | South Korea Gaon Download Chart | 16              |
| "Different"     | South Korea Gaon Singles Chart  | 17              |
|                 | South Korea Gaon Download Chart | 10              |
| "Tonight"       | South Korea Gaon Singles Chart  | 25              |
|                 | South Korea Gaon Download Chart | 17              |
| "Confession"    | South Korea Gaon Singles Chart  |                 |
|                 | South Korea Gaon Download Chart | 11              |
| "Smile Again"   | South Korea Gaon Singles Chart  | 29              |
|                 | South Korea Gaon Download Chart | 20              |
| "But"           | South Korea Gaon Singles Chart  | 21              |
|                 | South Korea Gaon Download Chart | 15              |